# Geschützter Landschaftsbestandteil Feuchtgebiet Stall

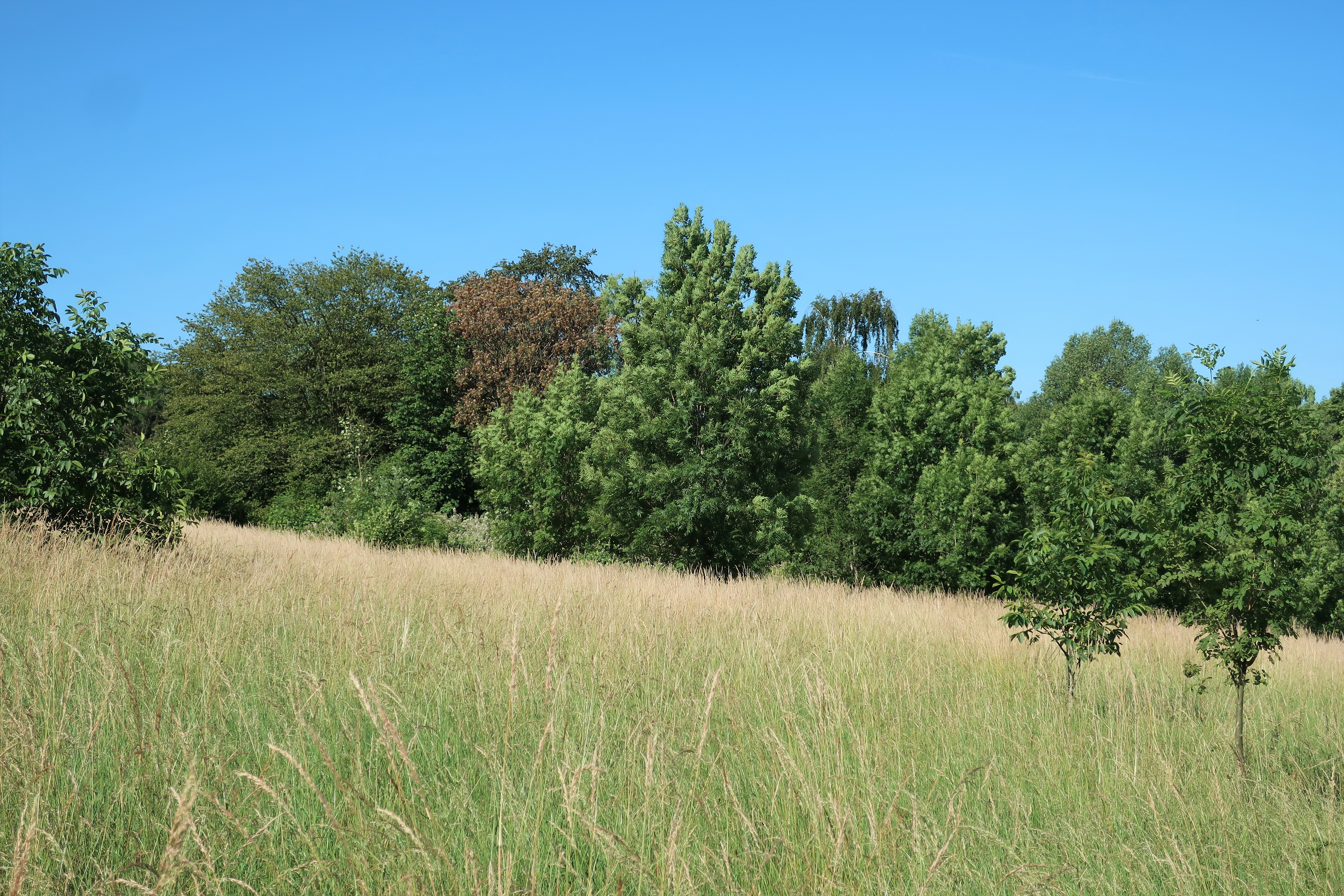
Geschützter Landschaftsbestandteil Feuchtgebiet Stall

Der Geschützte Landschaftsbestandteil Feuchtgebiet Stall mit einer Flächengröße von 0,9 ha liegt auf dem Gebiet der kreisfreien Stadt Hagen in Nordrhein-Westfalen. Der LB wurde 1994 mit dem Landschaftsplan der Stadt Hagen vom Stadtrat von Hagen ausgewiesen.

## Beschreibung
Beschreibung im Landschaftsplan: „Der Landschaftsbestandteil liegt westlich der Agnes-Miegel-Straße bei Stall. Es handelt sich um einen Bachlauf mit feuchtnassem Grünland.“

## Schutzzweck
Laut Landschaftsplan erfolgte die Ausweisung „zur Sicherung der Leistungsfähigkeit des Naturhaushalts durch Erhalt eines Lebensraumes für die Lebensgemeinschaften der Bachläufe und Sumpfzonen, zur Gliederung und Belebung des Landschaftsbildes durch Erhalt der landschaftlichen Vielfalt und zur Abwehr schädlicher Einwirkungen auf den Bachlauf und die nassen Grünlandbereiche durch Minderung der Beeinträchtigungen durch Viehtritt und Nährstoffeintrag.“